# جيروم بيسلي
جيروم بيسلي (بالإنجليزية: Jerome Beasley)‏ مواليد 17 مايو 1980 في كومبتون، هو لاعب كرة سلة أمريكي سابق. بدأ مسيرته الاحترافية في سنة 2003. تم اختياره من قبل فريق ميامي هيت خلال الدرافت. يبلغ طوله 6 قدم 10 بوصة (2.1 م). اعتزل اللعب في 2012.

## المسيرة الاحترافية
لعب مع ميامي هيت من سنة 2003 إلى 2005، ثم لعب مع أولكرسبور في سنة 2005، ثم لعب مع نادي غرناطة لكرة السلة في موسم 2005–2006.

## سجل المنافسة
شارك في المنافسات التالية:
- بطولة أمم الأمريكتين لكرة السلة 2005

## روابط خارجية
- جيروم بيسلي على موقع الاتحاد الدولي لكرة السلة (الإنجليزية)
- جيروم بيسلي على موقع إن بي أي (الإنجليزية)
- جيروم بيسلي على موقع سبورتس رفرنس (الإنجليزية)
- جيروم بيسلي على موقع الدوري الإسباني لكرة السلة (الإسبانية)
- جيروم بيسلي على موقع كرة السلة الأوروبية.كوم (الإنجليزية)
- جيروم بيسلي على موقع ريلجم (الإنجليزية)
- جيروم بيسلي على موقع بروبوليرز (الإنجليزية)
- جيروم بيسلي على موقع سبورتس رفرنس (الإنجليزية)
- جيروم بيسلي على موقع سبورتس رفرنس (الإنجليزية)